# Draak (sterrenbeeld)

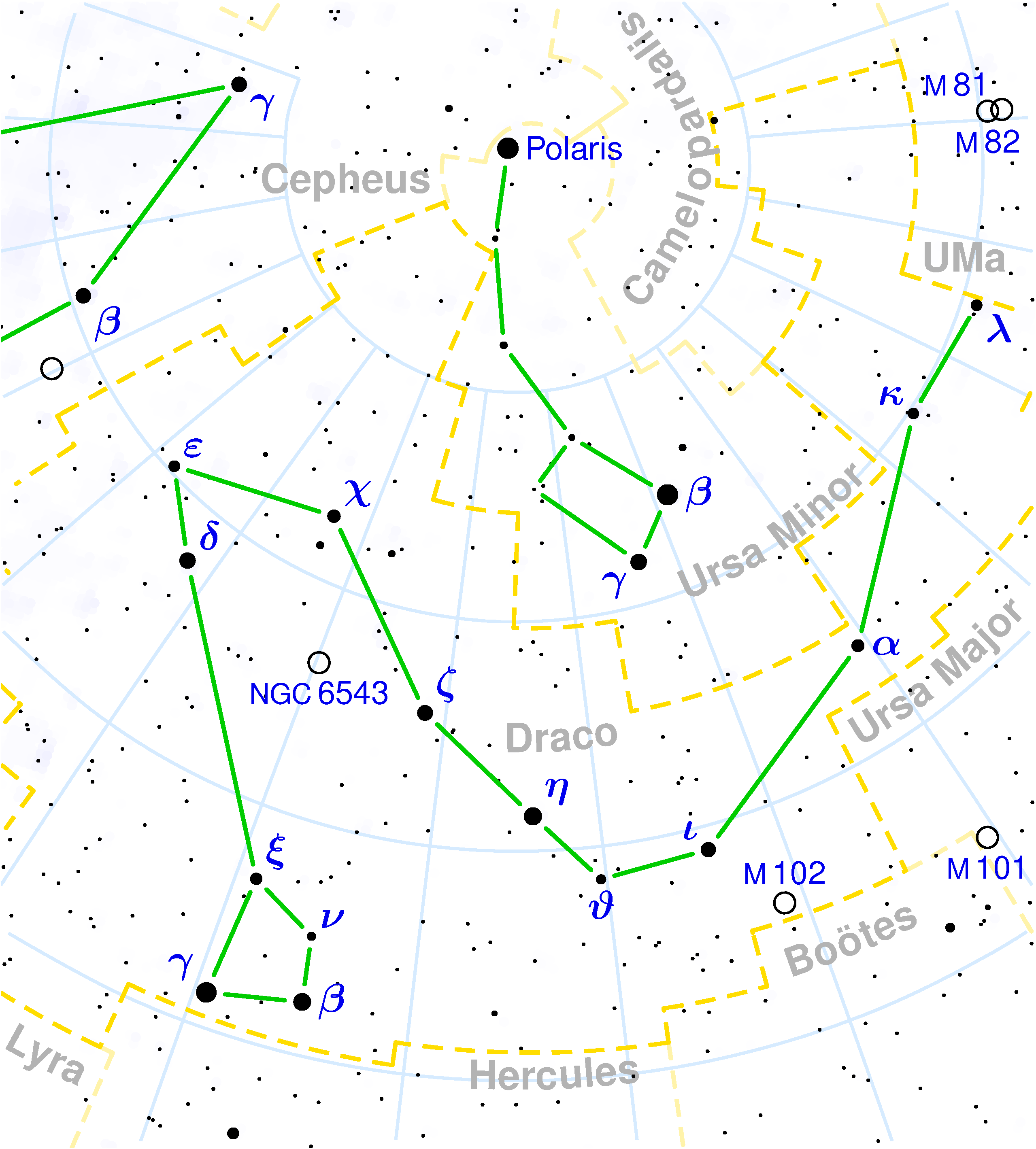
Kaart van het sterrenbeeld Draak

Draak (Draco, afkorting Dra) is een uitgestrekt sterrenbeeld in de buurt van de noordelijke hemelpool, tussen rechte klimming 9u18m en 21u00m en tussen declinatie +48° en +86°.
De noordelijke hemelpool stond rond ongeveer 2800 v.Chr. in de buurt van de ster Thuban, deze had toen de rol van poolster. De eclipticapool bevindt zich in dit sterrenbeeld in de buurt van de ster Aldibah.

## Mythologie
Draco is een van de vroegst beschreven sterrenbeelden en kwam als Taweret, de godin van de noordelijke hemel, al voor in astronomische gegevens van de oude Egyptenaren. De Grieken noemden het "Draco", de draak, die in een van hun mythes voorkomt als Ladon, een draak met honderd hoofden die de gouden appels van de Hesperiden bewaakt.

## Sterren
(in volgorde van afnemende helderheid)
- Etamin (γ, gamma Draconis)
- Rastaban (β, beta Draconis)
- Nodus Secundus (δ, delta Draconis)
- Aldibah (ζ, zeta Draconis)
- Ed Asich (ι, iota Draconis)
- Thuban (α, alpha Draconis)
- Grumium (ξ, xi Draconis)
- Gianfar (λ, lambda Draconis)
- Dsiban (ψ, psi Draconis)
- Alsafi (σ, sigma Draconis)
- Kuma (ν, nu Draconis)
- Arrakis (μ, mu Draconis)

## Bezienswaardigheden
Asterismen in het sterrenbeeld Draak
- Hoorn des overvloeds (Horn of plenty), bestaande uit de sterren δ, ε, ζ, π, ρ, σ, τ, υ, φ, χ, en ω Draconis. De Hoorn des overvloeds bevat het telescopisch asterisme Kemble 2 (Mini Cassiopeia / Kleine koningin).
- Ruit (Lozenge), bestaande uit de vier sterren β, γ, ξ Draconis, en ι Herculis (de kop van de draak, met nog een bijgevoegde ster uit het nabijgelegen sterrenbeeld Hercules).

Het sterrenbeeld Draak is bekend om het grote aantal extragalactische stelsels dat werd opgenomen in de New General Catalogue (NGC)
- Het extragalactische stelsel NGC 2938 is het westelijkste NGC object in het sterrenbeeld Draak, aldus te zien op kaart 8 in de sterrenatlas Uranometria 2000.0, Volume 1 (1987).
- NGC 4236 is een balkspiraalstelsel op iets meer dan 1 graad ten westen van de ster κ Draconis. Dit stelsel maakt deel uit van de Messier 81 groep.
- NGC 5866 is een lensvormig sterrenstelsel op een afstand van 50 miljoen lichtjaar.
- NGC 5879 en NGC 5907 zijn twee spiraalstelsels op magnitudes van 12,4 en 11,1.
- NGC 6187 (Stelsel van Young) is het enige extragalactische stelsel (alsook enige deepsky object) dat door de Amerikaanse astronoom Charles Augustus Young was ontdekt en werd opgenomen in de New General Catalogue (NGC).
- NGC 6386 staat een halve graad noordnoordwestelijk van β Draconis (Alwaid).
- NGC 6454 en NGC 6459 vormen een wijd koppel. Dit koppel extragalactische stelsels is te vinden in het noordelijke gedeelte van de kop van de Draak (The Lozenge), gevormd door de 4 sterren β Draconis (Alwaid), γ Draconis (Eltanin), ν Draconis (Kuma), en ξ Draconis (Grumium).
- NGC 6466 en NGC 6478 vormen een wijd koppel, dit koppel extragalactische stelsels staat net ten noorden van de ster 30 Draconis (westzuidwest van γ Draconis, Eltanin).
- NGC 6473 is een ster, maar werd verkeerdelijk aanzien als een extragalactisch stelsel. NGC 6474 is een extragalactisch stelsel, maar werd in onder andere de sterrenatlas Uranometria 2000.0 verkeerdelijk vermeld als NGC 6473.
- NGC 6479 is eveneens te vinden in de kop van de Draak.
- NGC 6515 staat 1 graad ten zuiden van γ Draconis (Eltanin).
- NGC 6552 is het extragalactische stelsel dat het dichtst bij de Noordelijke Ecliptische Pool staat. In de onmiddellijke omgeving staat ook de planetaire nevel NGC 6543 (Kattenoognevel).
- NGC 6711 is het zuidelijkste extragalactische stelsel (en NGC object) in het sterrenbeeld Draak, aldus te zien op kaart 83 in de sterrenatlas Uranometria 2000.0, Volume 1 (1987). NGC 6711 bevindt zich op de grenslijn Draak/Lier, maar hoort officieel toe aan de Draak.
- NGC 6911 is het oostelijkste extragalactische stelsel (en NGC object) in het sterrenbeeld Draak, aldus te zien op kaart 32 in de sterrenatlas Uranometria 2000.0, Volume 1 (1987).
- Het Kikkervisstelsel (Tadpole Galaxy) is een balkspiraalstelsel op een afstand van 400 miljoen lichtjaar.

Andere telescopische objecten in het sterrenbeeld Draak:
- De planetaire nevel NGC 6543, kattenoognevel (Cat's Eye Nebula) genoemd, lijkt een ster van magnitude 8.
- NGC 6742 (Abell 50) is de zuidelijkste planetaire nevel in het sterrenbeeld Draco, aldus is het te zien op kaart 83 in de sterrenatlas Uranometria 2000.0, Volume 1 (1987).
- De planetaire nevel PK 107+21.1 (K 1-6) is te vinden op 20:05 / +74°30'.
- KL Draconis is een dubbelster bestaande uit twee heliumrijke witte dwergen die in minder dan een half uur om elkaar heen draaien.
- Het telescopisch asterisme Kemble 2 op 18:35 / +72°20', dat eruitziet als een kleine weergave van het sterrenbeeld Cassiopeia, ook wel Little Queen (Kleine Koningin) genoemd.
- Het telescopisch asterisme Nibelungen Ring (Ferrero 27) op 15:58 / +62°32', net ten oostnoordoosten van het extragalactische stelsel NGC 6015.
- HD 144082 (Galactic G) is een telescopisch asterisme op 16:02:01 / +56°24'54" (bron: J. Saloranta).
- Naamloos groepje van 4 sterren op 16:05 / +58°05' (dit telescopisch asterisme is oostzuidoost van de ster θ Draconis te vinden).
- De dubbelster Σ 2420 (47 Draconis) op 18:51 / +59°20' is vermeld als an Orange-Blue pair op bladzijde 856 in Burnham's Celestial Handbook (Volume 2: Chamaeleon through Orion).
- CCCS 2796 (CGCS 4485) is een koele koolstofster (Cool Carbon Star) op 19:24 / +85°21', en daarmee een van de meest roodkleurige sterren in de noordelijke circumpolaire sterrenhemel.
- RY Draconis is een koele koolstofster op 12:56 / +66°. Deze variabele ster staat in de driehoek gevormd door de sterren 7, 8, en 9 Draconis (7 en 8 Draconis heten officieel Tianyi en Taiyi).
- T Draconis is een koele koolstofster op 1 en een halve graad ten noordnoordoosten van de ster ξ Draconis (Grumium).
- UX Draconis is een koele koolstofster op iets minder dan 1 graad ten oosten van de ster 59 Draconis.

Meteoren:
- De Draconiden zijn twee meteorenzwermen met het sterrenbeeld Draak als radiant.

## Aangrenzende sterrenbeelden
(met de wijzers van de klok mee)
- Kleine Beer (Ursa Minor)
- Giraffe (Camelopardalis)
- Grote Beer (Ursa Major)
- Ossenhoeder (Boötes)
- Hercules
- Lier (Lyra)
- Zwaan (Cygnus)
- Cepheus

## Eugène Delporte's grenslijnen
Van alle 88 door de IAU erkende sterrenbeelden bezit de grillig uitziende begrenzing rond het sterrenbeeld Draak, ontworpen door Eugène Delporte, de meeste hoeken. Het totale aantal bedraagt 50.